# Corbin Strong
Corbin Strong, né le 30 avril 2000 à Invercargill, est un coureur cycliste néo-zélandais. Spécialiste de la piste, il court également sur route au sein de l'équipe Israel-Premier Tech. Il est notamment champion du monde de course aux points en 2020.

## Palmarès sur route

### Par année
- 2018
  - Gore to Invercargill Classic
  - 4e étape des Calder Cycling Stewart Series
  - Tour de Southland juniors
  - 3e du Lake Taupo Cycle Challenge
- 2019
  - 2e de la South Waikato Council District Classic
- 2020
  - South Waikato Council District Classic
  - 2e et 4e étapes du Tour de Southland
  - 3e de la New Zealand Cycle Classic
- 2021
  - New Zealand Cycle Classic :
    - Classement général
    - 1re étape (contre-la-montre par équipes)
- 2022
  - 1re étape du Tour de Grande-Bretagne
  - 2e de la Coppa Bernocchi
- 2023
  - 1re étape du Tour de Luxembourg
  - 2e du Grand Prix cycliste de Québec
  - 3e du Circuit franco-belge
  - 5e de la Cadel Evans Great Ocean Road Race
- 2024
  - 2e étape du Tour de Wallonie
  - Tour de Vénétie
  - 2e du championnat de Nouvelle-Zélande sur route
  - 2e du Tour du Finistère
  - 2e du Tour de Wallonie
  - 2e du Tour du Piémont
  - 3e de la Surf Coast Classic
  - 4e de la Cadel Evans Great Ocean Road Race
- 2025
  - Tour de Wallonie : 
    - Classement général
    - 1re étape

  - Arctic Race of Norway :
    - Classement général
    - 1re étape

  - 2e du Circuit franco-belge
  - 6e de la Cadel Evans Great Ocean Road Race

### Résultats sur les grands tours

#### Tour de France
1 participation
- 2023 : 90e

#### Tour d'Italie
1 participation
- 2025 : 96e

#### Tour d'Espagne
1 participation
- 2024 : non-partant (18e étape)

### Classements mondiaux
| Année                                 | 2019 | 2020 | 2021 | 2022 | 2023 | 2024 |
| ------------------------------------- | ---- | ---- | ---- | ---- | ---- | ---- |
| Classement mondial                    | 758e | 980e | 751e | 168e | 63e  | 39e  |
| UCI Oceania Tour                      | 43e  | 55e  | 33e  | 9e   | 5e   | 4e   |
|                                       |      |      |      |      |      |      |
| Légende : nc = non classéSource : UCI |      |      |      |      |      |      |

## Palmarès sur piste

### Jeux olympiques
- Tokyo 2020
  - 11e de la course à l'américaine

### Championnats du monde
| Édition / Épreuve              | Poursuite par équipes                        | Course aux points | Elimination |
| Montichiari 2017 (juniors)     | Bronze (avec Scott, Wyllie et Waine)         |                   |             |
| Aigle 2018 (juniors)           | Or (avec Jackson, Fisher-Black et O'Donnell) |                   |             |
| Berlin 2020                    | Argent (avec Stewart, Gate, Kerby et Gough)  | Or                |             |
| Saint-Quentin-en-Yvelines 2022 |                                              |                   | Argent      |

### Jeux du Commonwealth
| Édition / Épreuve | Scratch |
| Birmingham 2022   | Or      |

### Championnats d'Océanie
| Édition / Épreuve        | Poursuite par équipes | Course aux points | Course scratch | Omnium |
| Melbourne 2016 (juniors) | Argent                |                   | Bronze         | Argent |
| Invercargill 2019        |                       | Or                |                |        |

### Ligue des champions
- 2021
  - 1er du scratch à Palma
  - 1er de l'élimination à Palma
  - 2e du scratch à Londres

### Championnats nationaux
- 2017
  -  Champion de Nouvelle-Zélande de vitesse par équipes juniors (avec Mitchell Morris et Samuel Miller)
  -  Champion de Nouvelle-Zélande de course aux points juniors
  -  Champion de Nouvelle-Zélande d'omnium juniors
  - 2e du championnat de Nouvelle-Zélande de poursuite juniors
  - 2e du championnat de Nouvelle-Zélande du scratch juniors
  - 2e du championnat de Nouvelle-Zélande de l'américaine
- 2019
  -  Champion de Nouvelle-Zélande de course aux points
  -  Champion de Nouvelle-Zélande de poursuite par équipes (avec Edward Dawkins, Nick Kergozou et Thomas Sexton)
  - 2e du championnat de Nouvelle-Zélande du scratch
  - 2e du championnat de Nouvelle-Zélande de l'américaine
  - 3e du championnat de Nouvelle-Zélande d'omnium
- 2020
  -  Champion de Nouvelle-Zélande de course aux points
  -  Champion de Nouvelle-Zélande d'omnium
  - 3e du championnat de Nouvelle-Zélande de l'américaine
- 2021
  -  Champion de Nouvelle-Zélande de poursuite par équipes (avec Hamish Keast, Tom Sexton et Nick Kergozou)
  - 2e du championnat de Nouvelle-Zélande de course aux points
  - 3e du championnat de Nouvelle-Zélande de l'américaine
- 2022
  -  Champion de Nouvelle-Zélande d'omnium
  -  Champion de Nouvelle-Zélande de course par élimination
  - 2e du championnat de Nouvelle-Zélande de l'américaine